# Element primitiu
En matemàtiques, un element primitiu d'una extensió de cossos L/K és un element ζ de L tal que 
L = K(ζ),
o en altres paraules, L està generat per ζ sobre K. Això significa que tot element de L pot ser escrit com un quocient de dos polinomis en ζ amb coeficients en K.
Si l'extensió L/K admet un element primitiu, aleshores L pot ser extensió finita de K, cas en el qual ζ és un element algebraic de L sobre K, o en canvi L és isomorf al cos de funcions racionals sobre K en una indeterminada, en aquest caso ζ és un element transcendent de L sobre K.
El teorema de l'element primitiu de teoria de cossos respon la pregunta de quines extensions finites de cossos tenen elements primitius. Per exemple, no és immediatament obvi que si s'adjunta al cos Q de nombres racionals les arrels dels següents polinomis
X² − 2
i 
X² − 3,
anomenades α i β respectivament, per a obtenir un cos K = Q(α, β) de grau 4 sobre Q, on K és Q(γ) per a un element primitiu γ. De fet, un pot veure que 
γ = α + β
les potències de γi per a 0 ≤ i ≤ 3 poden ser expressades com a combinació lineal d'1, α, β i αβ amb coeficients enters. Prenent aquestes igualtats com un sistema lineal d'equacions, es pot resoldre per a α i β sobre Q(γ), la qual cosa implica que aquesta elecció de γ és en realitat un element primitiu en aquest exemple.
En general, el teorema de l'element primitiu s'enuncia de la següent forma:
L'extensió de cossos L/K és finita i té un element primitiu si i només si hi ha un nombre finit de subextensions de cossos F amb K ⊆ F ⊆ L.
Un corol·lari important d'aquest teorema afirma:
Tota extensió separable finita L/K té un element primitiu.
Aquest corol·lari és aplicable a l'exemple exposat anteriorment (i a molts de similars), ja que Q té característica 0 pel que tota extensió finita sobre Q és separable.
Per a extensions inseparables (o no separables), es pot afirmar el següent:
Si el grau de l'extensió [L:K] és un nombre primer, aleshores L/K té un element primitiu.
Si el grau de l'extensió no és un nombre primer i l'extensió no és separable, es poden trobar contraexemples. Per exemple, si K és Fp(T,U), el cos de les funcions racionals amb dues indeterminades T i U sobre el cos finit amb p elements, i L s'obté a partir de K adjuntant una arrel pèssima de T, i de U, aleshores no existeix cap element primitiu de L sobre K. De feto es pot veure que per a qualsevol α en L, l'element αp pertany a K. Además tenemos que [L:K] = p² però no existeixen elements de L amb grau p² sobre K, com qualsevol element primitiu hauria de tenir.